# معبر المنطار
معبر المنطار أو معبر كارني، (بالعبرية: מעבר קרני كارني) هو معبر حدودي بين إسرائيل وقطاع غزة وهو يقع في الطرف الشمالي الشرقي من قطاع غزة، أفتتح المعبر سنة 1994 وأغلق سنة 2011.

## الافتتاح
افتتح معبر المنطار بعد اتفاقية أوسلو وفي 4 أيار 1994 أنشأ معبر المنطار (كارني)، ويعود أصل تسمية المعبر الى أحد فرسان غزة واسمه سليمان المنطار من عشيرة المساعيد. وكان يدير المعبر من الجانب الإسرائيلي الجيش الإسرائيلي ومن الجانب الفلسطيني الأمن الوقائي الفلسطيني وذلك من أجل إستيراد وتصدير البضائع من وإلى غزة.
في 4 مارس 1996 حدثت عملية تفجيرية في تل أبيب بتفجير مركز ديزنغوف، وكان المفجر قد دخل من معبر المنطار؛ مما أدى إلى إغلاق المعبر أمام حركة المرور بسبب خلاف على التدابير الأمنية بين إسرائيل والسلطة الفلسطينية، ثم انتقلت إدارة المعبر لإسرائيل وإعادة فتح المعبر من جديد.

## استخدامات المعبر
كان لمعبر المنطار (كارني) الأثر الكبير في نقل مئات الشاحنات التي تحتوي على السلع الزراعية والصناعية من غزة إلى إسرائيل والضفة الغربية والعالم، ودخول المواد النفطية والإمدادات الإنسانية إلى قطاع غزة.

## أحداث
كان معبر المنطار هدفاً لخلايا المقاومة الفلسطينية ضد إسرائيل، فقد تعرض المعبر إلى العديد من الهجمات بالصواريخ وقذائف الهاون والتفجيرات الإنتحارية ومن هذه الحوادث:
- 4 مارس 1996 حدثت عملية تفجيرية في تل أبيب بتفجير مركز ديزنغوف.[2]
- 15 نيسان 2003 مقتل 3 إسرائيليين وجرح آخرين في إطلاق نار وقنابل على معبر المنطار.[3]
- مارس 2004 دخول فرديين من المقاومة الفلسطينية لتفجير مزدوج في ميناء أشدود على أحد الناقلات.
- 13 يناير 2005 مقتل 6 إسرائيليين في إختراق وإطلاق نار على المعبر.[4]
- 9 نيسان 2008 هجوم 4 مسلحين من المقاومة الفلسطينية على محطة وقود وقتل إسرائيليين.[5]

## الإغلاق
مع إزدياد عدد الحوادث على معبر المنطار (معبر كارني) قررت إسرائيل إغلاق المعبر نهائيا في نهاية شهر أيار من عام 2011، واستُبدل بمعبر كرم أبو سالم.